# Middlesex County, Connecticut
För andra Middlesex County, se Middlesex County.
Middlesex County är ett administrativt område i delstaten Connecticut, USA. Middlesex är ett av åtta countys i delstaten och ligger i den sydcentrala delen av Connecticut. Den största staden i countyt är Middletown. 

## Geografi
År 2010 hade Middlesex County 165 676 invånare. Den totala ytan av countyt är 1 137 km² (956 km² är land, 181 km² är vatten).

### Angränsande countyn
- Hartford County norr
- New London County öst
- New Haven County väst